# ヤーセプス・ヴィートリス
ヤーセプス・ヴィートリス、ヤーゼプス・ヴィートルス（Jāzeps Vītols, 1863年7月26日 ヴァルミエラ - 1948年4月24日 リューベック）は、ラトビア出身のロシアの作曲家・音楽教師・音楽評論家・ピアニスト。ドイツ式にヨーゼフ・ヴィートル（Joseph Wihtol）とも綴られる。

## 生涯
学校教師の息子に生まれたヴィートリスは、1880年にペテルブルク音楽院にてニコライ・リムスキー＝コルサコフに作曲を師事する。1886年に卒業すると、1901年にペテルブルク音楽院作曲科に教員として戻り、ニコライ・ミャスコフスキーやセルゲイ・プロコフィエフらを輩出した。同僚のアナトーリ・リャードフやアレクサンドル・グラズノフと親交を結び、ミトロファン・ベリャーエフの楽譜出版社から作品を出版されるようになっただけでなく、ベリャーエフの邸宅で催された音楽サークル「金曜日」の常連にもなった。また、1897年から1914年までドイツ語新聞「サンクトペテルブルク日報 St Petersburger Zeitung 」において音楽評論を担当した。
1918年に祖国がソヴェト・ロシアから独立を勝ち取るとラトビアに戻り、国立リガ歌劇場の指揮者に就任した。翌1919年にラトビア音楽院（現・ヤーゼプス・ヴィートリス音楽アカデミー）を開設し、1944年まで作曲科の教授に就任。この間の最も著名な門人に、ヤニス・イヴァノフスやアードルフス・スクルテがいる。1923年にはラトビア作曲家協会の設立者に名を連ねる。1944年にドイツのリューベックに移住し、1948年に同地に客死した。ヴィートリスの遺族は1993年までリガに戻らなかった。

## 作曲様式
ヴィートリスはロシアの同世代の作曲家たちに手引きを受けつつ、ラトビアにおけるロマン派的民族主義の主唱者となった。彼はラトビアで最初に国際的評価を確立した作曲家であり、疑いなくラトビアにおけるクラシック音楽の父と目されている。ヴィートリスの友人や同時代の作曲家グラズノフが評価したように、彼の作品（特にそのオーケストレーションの華麗さ）には師リムスキー＝コルサコフの影響が否定できない。ロシアで暮らしていた頃、ヴィートリスはラトビアの民間伝承に大きな興味を抱き、ペテルブルクでラトビア人合唱団の指揮をしたことがある。こうした経験に基づき、彼はしばしばラトヴィア民謡の旋律をそのまま用いて作曲した。彼はラトビア独自の音楽様式を創造せんとしてロシア五人組の方法を踏襲した。ヴィートリスの大規模作品（その大半はソナタ形式をとる）は、印象に残る劇的な展開によってしばしば特徴付けられる。概して彼は、20世紀の作曲家としてはむしろ保守的な傾向を有していたが、にもかかわらず名人的な作曲技術を備えていた。

## 作品

### 管弦楽
- 交響曲 ホ短調 （1886-88年）
- 劇的序曲 作品21 （1895年）
- 交響詩《スピリディティス》 Spriditis 作品37 （1907年）
- ヴァイオリンと管弦楽のための《ラトビア民謡による幻想曲》 作品42 （1908-10年）
- 交響的バラード《秋の歌》 Herbstlied （1928年）

### 声楽
- バリトンと管弦楽のためのバラード《ベヴェリナの吟遊詩人》 Der Barde von Beverina 作品28 （1891年、改訂1900年）
- ソプラノと合唱、管弦楽のためのカンタータ《歌》 Das Lied 作品35 （1908年）
- カンタータ《北極光》 Nordlichter 作品45 （1914年）
- バリトン独唱、女声合唱、オルガンと管弦楽のための復活祭カンタータ《山上の垂訓》 Die Bergpredigt （1943年）
- 歌曲（約100曲）
- 合唱曲（約100曲）
- 民謡の編曲（約300曲）

### 室内楽
- 弦楽四重奏曲 （1899年）
- チェロとピアノのためのスケッチ 作品12

### ピアノ曲
- ソナタ 変ロ短調 作品1 （1886年）
- ソナチネ ロ長調 作品63
- 8つのラトビア民謡 作品32
- 性格的小品（多数）

## 註・参考事項等
1. 1 2  Naxos profile.

- “Jazeps Vitols (1863-1948)”. Composers.   Naxos. 2007年3月8日閲覧。
- Braun, Joachim and Klotiņš, Arnold. "Vītols, Jāzeps". Grove Music Online (subscription required). ed. L. Macy. Retrieved on March 8 2007.